# 新成生駅

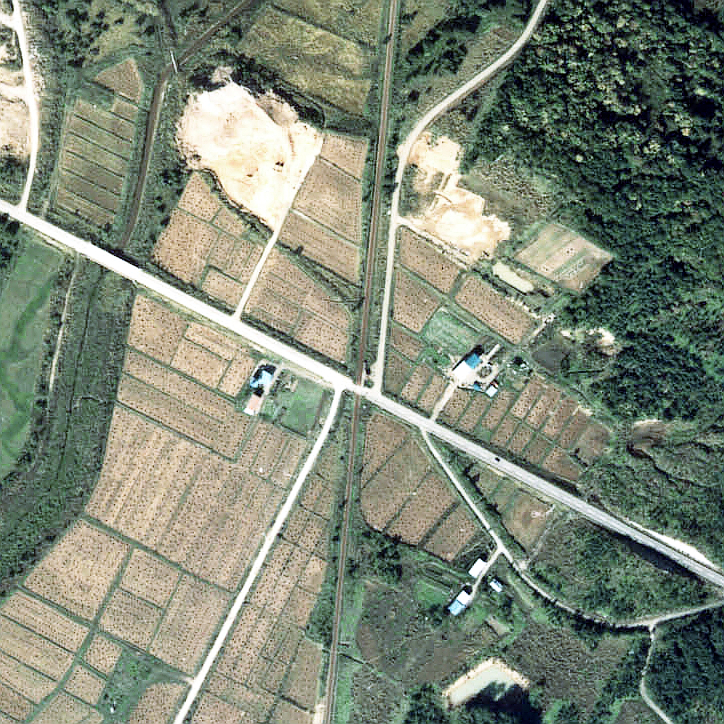
1977年の新成生仮乗降場と周囲約500m範囲。上が朱鞠内方面。

新成生駅（しんなりうえき）は、北海道（空知支庁）雨竜郡幌加内町字新成生にかつて存在した、北海道旅客鉄道（JR北海道）深名線の駅（廃駅）である。

## 歴史
深名線では1955年（昭和30年）8月9日にレールバス（キハ01形）の運行が開始されたが、それに伴って多数開業した仮乗降場由来の駅の一つである。

### 年表
- 1955年（昭和30年）8月20日：日本国有鉄道（国鉄）深名線の新成生仮乗降場（局設定）として開業[3]。
  - ただし、『幌加内村史』では、同年9月16日工事着手、同年9月23日「完成」、としており[2]、仮乗降場の工事完了は完成後であった可能性がある。工事費は11万円であり、村費と受益集落で負担した[2]。
- 1987年（昭和62年）4月1日：国鉄分割民営化により、国鉄からJR北海道に承継[1]。同時に駅に昇格、新成生駅となる[1]。
- 1990年（平成2年）3月10日：営業キロ設定[1]。
- 1995年（平成7年）9月4日：深名線の全線廃止に伴い、廃駅となる[3]。

### 駅名の由来
所在地名より。当地はもともと弥運内（やうんない）と呼ばれていたが、1912年（明治45年）に山形県東村山郡成生村（現・天童市）からの集団入植があり、その際に故郷の名を採って「新成生」と名付けた。
なお弥運内の名称はアイヌ語の「ヤウンナイ（ya-un-nay）」（内陸に・ある・川）に由来する。

## 駅構造
廃止時点で、1面1線の単式ホームを有する地上駅であった。ホームは、線路の東側（名寄方面に向かって右手側）に存在した。分岐器を持たない棒線駅となっていた。
仮乗降場に出自を持つ無人駅となっており、駅舎は無かったがホーム南側に待合所を有していた。ホームは木造で有効長も短かった。深川方（南側）にホームに対し90度の角度で設置されていたスロープを有し、駅施設外に連絡していた。

## 利用状況
- 1992年度（平成4年度）の1日当たりの乗降客数は6人[8]。

## 駅周辺
- 国道275号（空知国道）
- 北海道道72号旭川幌加内線 - 沼牛駅寄りにあった踏切を横切っていた。
- 沼牛川[9]
- ジェイ・アール北海道バス深名線「新成生」停留所

## 駅跡
廃駅後、附近の道路の直進化工事が行われてすべての施設が撤去された為、2011年（平成23年）時点では全く遺構は残っていない。

## 隣の駅
北海道旅客鉄道
深名線
沼牛駅 - 新成生駅 - 幌加内駅